# Ernest Slingeneyer

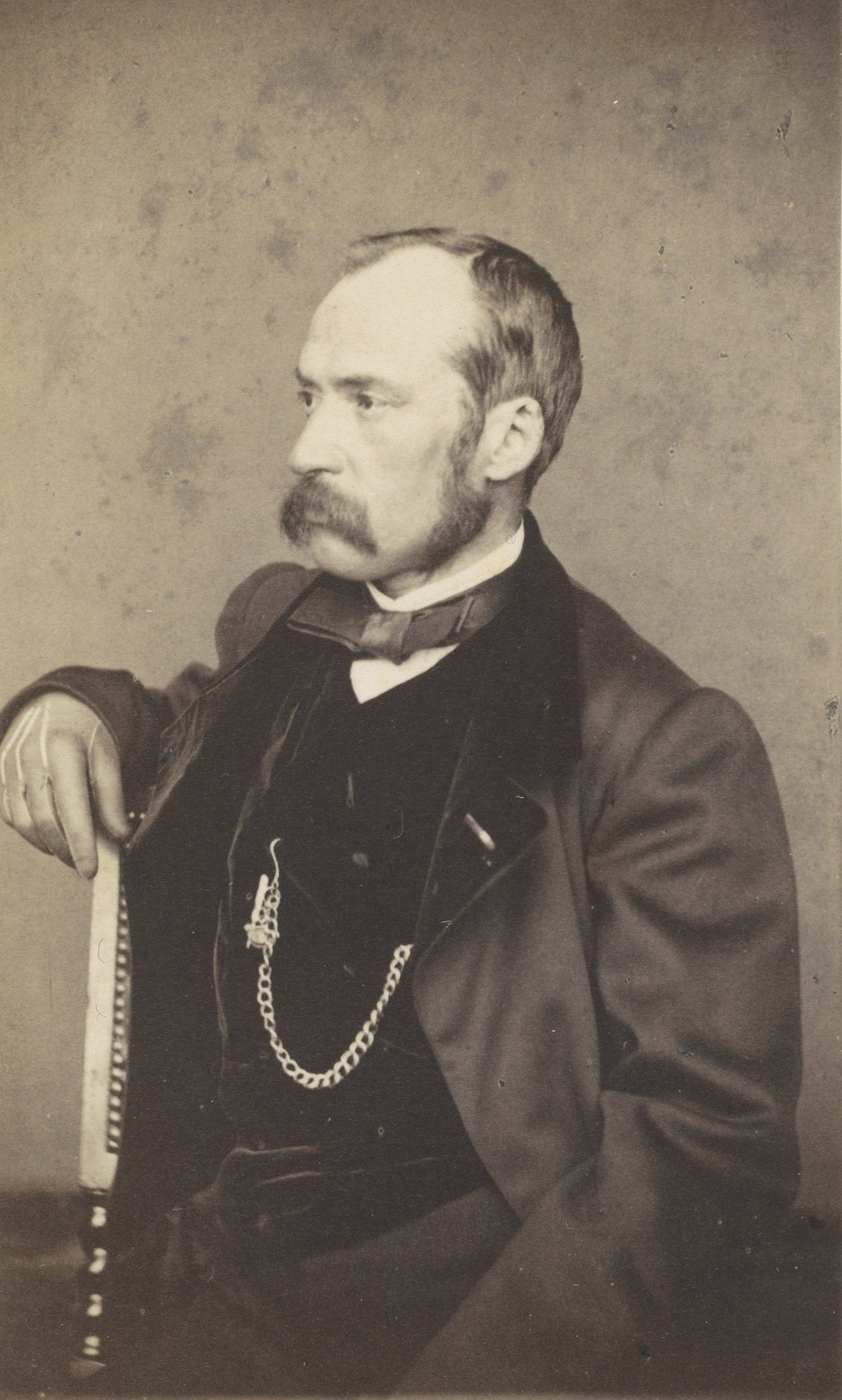
Ernest Slingeneyer

Ernest Slingeneyer, född den 28 maj 1823 i Lochristi i trakten av Gent, död den 27 april 1894 i Bryssel,  var en belgisk målare.
Slingeneyer var elev till Wappers och målade med lysande teknisk färdighet historiska ämnen, varibland Skeppet "Le vengeurs" undergång (1845, museet i Köln), Filip den gode vid Brouwershaven (1852), Slaget vid Lepanto (1848, moderna museet i Bryssel) och Pompejis sista dag (1890). I Palais ducal i Bryssel prydde Slingeneyer stora salen med tolv freskomålningar, scener ur Belgiens historia.

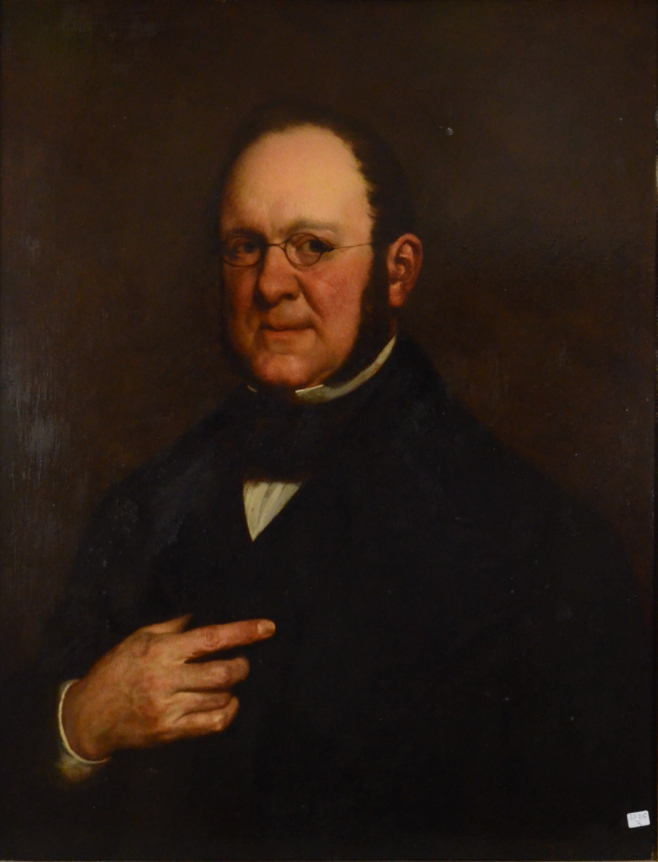
Porträtt
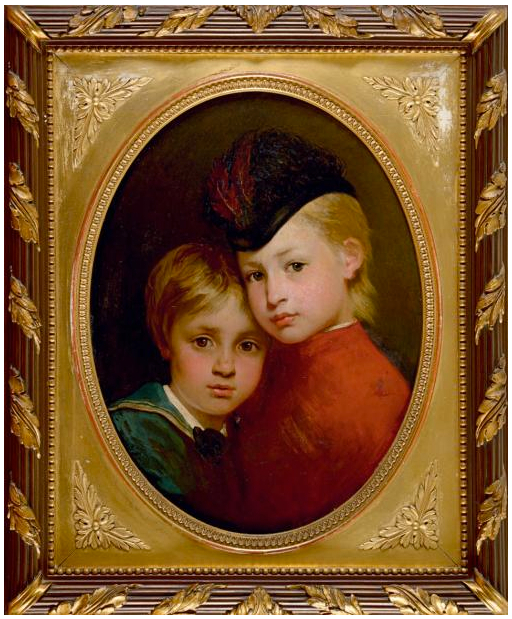
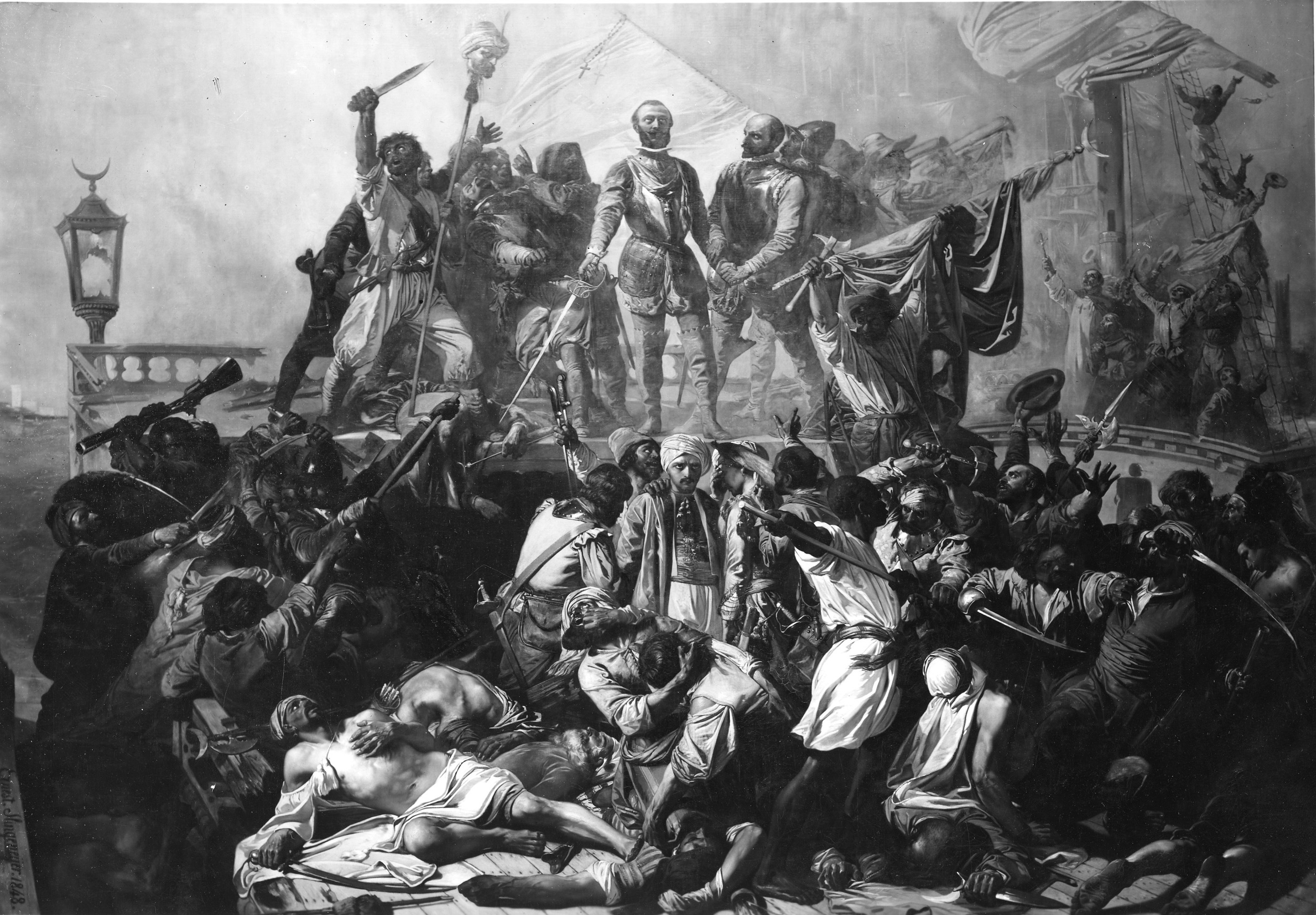
Slaget vid Lepanto (1848)
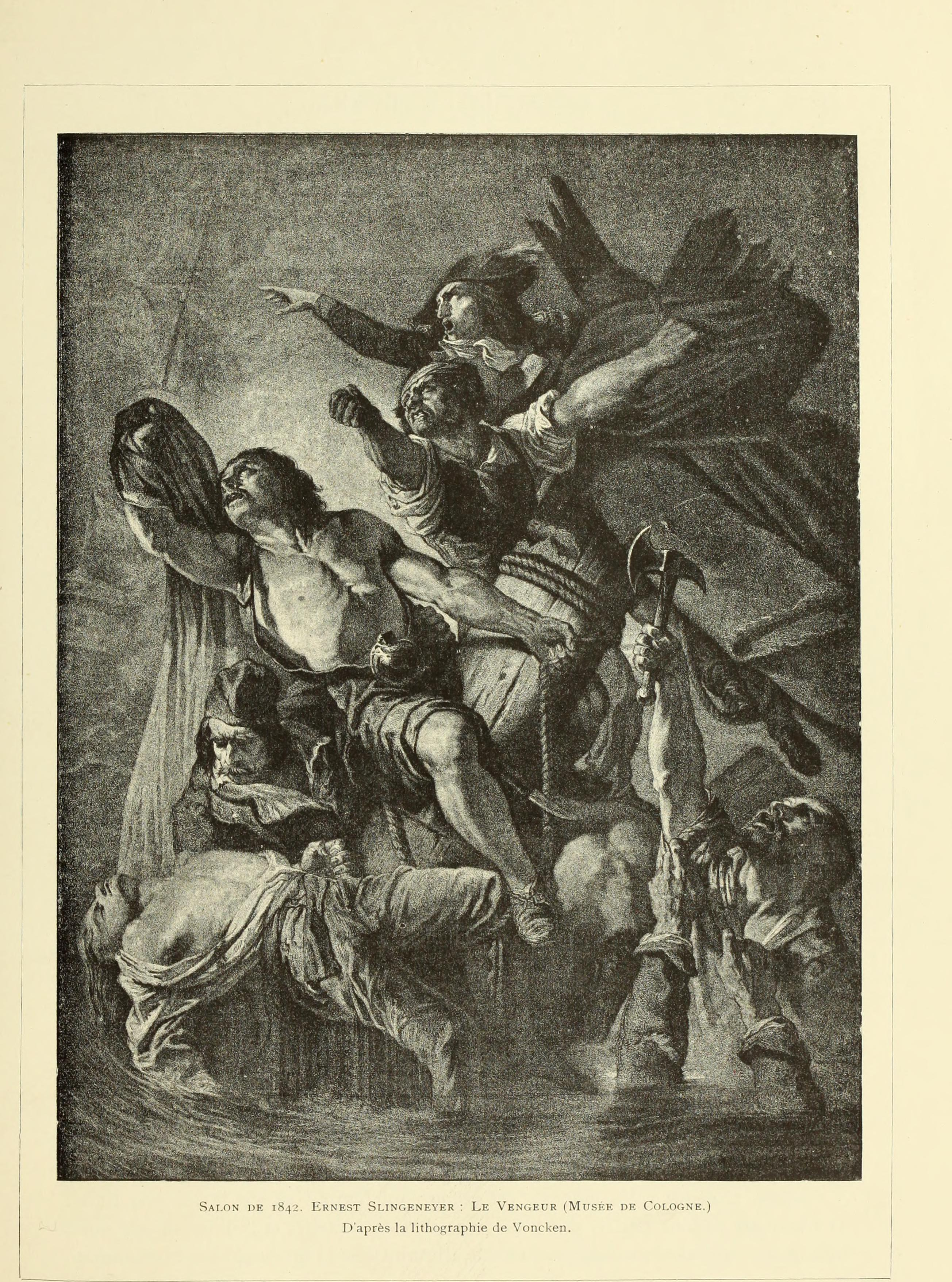
Bruxelles à travers les âges (1884)